# Невдахи проти прибульця
«Невдахи проти прибульця» — американський незалежний науково-фантастичний комедійний фільм жахів 2020 року. Режисер Стівен Ол; сценаристи Тревіс Бец й Джордж Кейн. Продюсери Джон Блох і Райан Скеріндж. Світова прем'єра відбулася 14 липня 2020 року; прем'єра в Україні — 15 квітня 2021-го.

## Зміст
Відбувається вечірка з нагоди тридцятиріччя. Виживання людства висить на волосинці після того, як загадкова інопланетна істота вдирається на вечірку, змусивши чотирьох друзів дитинства рятувати світ.
Остання надія людства ніколи не була настільки нікчемною.

## Знімались
- Джош Цукерман
- Давіда Вільямс
- Люк Янгблад
- Еді Ганем
- Майя Казан
- Джої Керн
- Ікбал Теба
- Тім Де Зарн
- Кевін Майкл Мартін